# Хараль
Хараль (пол. Charal) — гірський потік в Україні, у Верховинському районі Івано-Франківської області на Гуцульщині. Правий доплив Чорного Черемошу, (басейн Дунаю).

## Опис
Довжина потоку приблизно 3,52 км, найкоротша відстань між витоком і гирлом — 3,05 км, коефіцієнт звивистості потоку — 1,15. Формується гірськими струмками. Потік тече у гірському масиві — Покутсько-Буковинських Карпатах (зовнішня смуга Українських Карпат).

## Розташування
Бере початок на південно-східних схилах гори Крутої (1352 м) (пол. Kręta). Тече переважно на південний захід поміж безіменною горою (1159,6 м) та урочищем Тропільче і в селі Топільче впадає в річку Чорний Черемош, ліву притоку Черемошу.